# سیمونا کرائینووا
سیمونا کرائینووا (چکی: Simona Krainová؛ زادهٔ ۱۹ فوریهٔ ۱۹۷۳) بازیگر، مانکن و سوپرمُدل اهل جمهوری چک است.
از فیلم‌ها یا مجموعه‌های تلویزیونی که وی در آن‌ها نقش داشته است، می‌توان به پیوندهای خانوادگی، ساختمان پزشکان در باغ رز و روزی روزگاری یک پلیس اشاره نمود.